# 大庭浩
大庭 浩（おおば ひろし、1925年12月6日 - 2003年12月24日）は、日本の実業家、工学博士。川崎重工業社長、会長を務めた。

## 経歴・人物
静岡県掛川市出身。1948年に大阪大学工学部を卒業し、同年に川崎重工業に入社した。1980年6月に取締役に就任し、1983年6月に常務、1985年6月に専務を経て、1986年6月に副社長に就任し、1987年6月には社長に昇格した。在任中は、工場の統廃合や品質保証運動をなどを進めていくことで、経営基盤を再建し、創業100周年の年である1996年には売上高1兆円を達成した。1996年6月には会長も兼任し、1997年6月に会長に専任し、2000年6月に相談役名誉会長を経て、2001年6月には相談役に就任。
1999年から神戸商工会議所会頭に就任し、自身が理事長を務めていた新産業創造研究機構を通して、産学官連携によるベンチャー企業の育成に取り組むことで、阪神淡路大震災で低迷していた神戸市の経済復興に尽力した。太平洋人材交流センター理事や日本航空宇宙工業会会長なども歴任した。1990年11月に藍綬褒章を受章し、1996年に大英勲章を受章し、1998年3月にレジオン・ドヌール勲章を授章し、1997年11月に勲一等瑞宝章を受章した。
2003年12月24日心不全のために死去。78歳没。